# 13-й стрелковый корпус (2-го формирования)
13-й стрелковый корпус (2-го формирования) (13 ск) — общевойсковое оперативно-тактическое соединение (стрелковый корпус) РККА СССР во время Великой Отечественной войны.

## История
Сформирован в ноябре 1942 года на Закавказском фронте. Участвовал в боевых действиях с 20 ноября 1942 года по 30 марта 1943 года. Затем до конца войны находился в составе Закавказского фронта, объединив учебные и прочие соединения, в том числе 402-ю стрелковую дивизию (азербайджанскую) и 392-ю стрелковую дивизию.
С 1946 года корпус дислоцировался на территории Грузинской ССР (штаб — г. Кутаиси), находясь в составе Закавказского военного округа. С июня 1949 года корпус именовался 13-м горнострелковым корпусом, с июня 1956 года — 31-м Особым стрелковым, с октября 1957 года — 31-м Особым армейским, с мая 1961 — 31-м армейским корпусом.
В 1974 году корпус был награждён орденом Кутузова 2-й степени.
Состав войск корпуса неоднократно менялся. К концу 1990 года корпус располагал 415 танками (включая 187 типа Т-72), 696 БМП и БТР, 231 орудием, миномётом и РСЗО, 80 транспортными вертолётами.
Корпус расформирован в 1992 году.

## Состав

### На конец 1980-х гг.
- Управление командующего, штаб и отдельная рота охраны и обеспечения (г. Кутаиси)
- 10-я гвардейская мотострелковая Печенгская дважды Краснознамённая, орденов Александра Невского и Красной Звезды дивизия (Ахалцихе)

Всего: 123 танка Т-72, 116 БМП-1, 10 БРМ-1К, 11 БТР, 12 РСЗО Град);
- 145-я мотострелковая дивизия (Батуми)

Всего: 62 танка Т-72, 99 БМП-1, 13 БРМ-1К, 86 орудий Д-30, 2 миномёта ПМ-38, 12 РСЗО Град);
- 147-я мотострелковая дивизия[~ 1] (Ахалкалаки)

Всего: 126 танков Т-72, 69 БМП-1, 44 БМП-2, 14 БРМ-1К, 68 БТР-70/-60, 69 САУ (36 2С1, 33 2С3), 12 орудий Д-30, 14 миномётов ПМ-38, 12 РСЗО Град);
- 152-я мотострелковая дивизия кадра[~ 2] (Кутаиси/Кохи)

Всего: 30 Т-55, 75 Т-54, 2 БМП-1, 12 БМ-21 «Град»
- 6-й укреплённый район (Ахалцихе)
- 8-й укреплённый район (Кутаиси)[3][2]
- 468-я зенитная ракетная бригада (Кутаиси)
- 45-я ракетная бригада кадра (Ахалкалаки)
- 98-я бригада материального обеспечения (Кутаиси)
- 130-й пушечный артиллерийский полк (Батуми)
- 953-й противотанковый артиллерийский полк (Кутаиси)
- 2323-й разведывательный артиллерийский полк (Кутаиси)
- 325-й отдельный вертолётный полк (Цулукидзе) (46 Ми-8, 29 Ми-6)
- 56-я отдельная смешанная авиационная эскадрилья (Кутаиси) (5 Ми-8)
- 301-я отдельная вертолётная эскадрилья (Вазиани)
- 802-й отдельный десантно-штурмовой батальон (Цулукидзе)
- 754-й отдельный инженерно-сапёрный батальон (Кутаиси)
- 87-й отдельный батальон связи (Кутаиси)
- 181-й отдельный радиотехнический батальон ПВО (Кутаиси)
- 2240-й отдельный батальон РЭБ (Кутаиси)
- 29-й отдельный батальон химической защиты (Кутаиси)
- 263-й отдельный ремонтно-восстановительный батальон (Кутаиси)
- отдельная рота специального назначения (пгт Коджори)
- 2068-я база хранения военной техники (Кутаиси)

## Командиры
- Рыбин, Дмитрий Иванович, полковник (22.11.1942 — 18.12.1942), врид
- Пияшев, Иван Иванович, генерал-майор (19.12.1942 года — февраль 1943)
- Дамберг, Вольдемар Францевич, генерал-майор (февраль 1943 — январь 1944)
  - Размадзе, Илья Омаинович, полковник (27.03.1943 по 3.05.1943), врид
- Хижняк, Иван Лукич, генерал-лейтенант (декабрь 1943 — август 1944)
  - Халкиопов, Владимир Васильевич, полковник (25.04.1944 — 8.05.1944), врид
- Каракоз, Марк Трофимович (30.08.1944 — 26.10.1944), генерал-майор[4]
- Микеладзе, Михаил Герасимович, генерал-майор (октябрь 1944 — сентябрь 1945)
- Таварткиладзе, Николай Тариелович, генерал-майор (декабрь 1945 — сентябрь 1946)
- Онуприенко, Дмитрий Платонович, генерал-лейтенант (сентябрь 1946 — апрель 1947)
- Лопатин, Антон Иванович, генерал-лейтенант (апрель 1947 — сентябрь 1947)
- Чанчибадзе, Порфирий Георгиевич, генерал-полковник (июнь 1948 — июль 1949)
- Свиридов, Карп Васильевич, генерал-лейтенант танковых войск (июль 1949 — январь 1951)
- Джанджгава, Владимир Николаевич, генерал-лейтенант (январь 1951 — ноябрь 1953)
- Провалов, Константин Иванович, генерал-лейтенант (ноябрь 1953 — январь 1958)
- Анищик, Георгий Степанович, генерал-майор танковых войск (январь 1958 — январь 1960)
- Козьмин, Александр Иванович, генерал-майор (май 1960 — декабрь 1962)
- Одинцов, Александр Иванович, генерал-майор, с июня 1965 генерал-лейтенант (декабрь 1962 — февраль 1968)
- Клёсов, Пётр Иванович, генерал-майор (февраль 1968 — сентябрь 1970)
- Бабинский, Виталий Валерьянович, генерал-майор, с ноября 1973 генерал-лейтенант (сентябрь 1970 — июнь 1974)
- Комаров, Виктор Николаевич, генерал-майор (июнь 1974 — ноябрь 1975)
- Кочетов, Константин Алексеевич, генерал-майор (ноябрь 1975 — май 1977)
- Бурлаков, Матвей Прокопьевич, генерал-майор (май 1977 — июнь 1979)
- Аунапу, Евгений Михайлович, генерал-майор (июль 1979—1983)
- Колесников, Михаил Петрович, генерал-майор (1983—1984)
- Ковалёв, Анатолий Васильевич, генерал-майор, с февраля 1989 генерал-лейтенант (1987—1990)